# Conocephalus melaenus
Conocephalus melaenus är en insektsart som först beskrevs av Wilhem de Haan 1842.  Conocephalus melaenus ingår i släktet Conocephalus och familjen vårtbitare. Inga underarter finns listade i Catalogue of Life.

## Bildgalleri

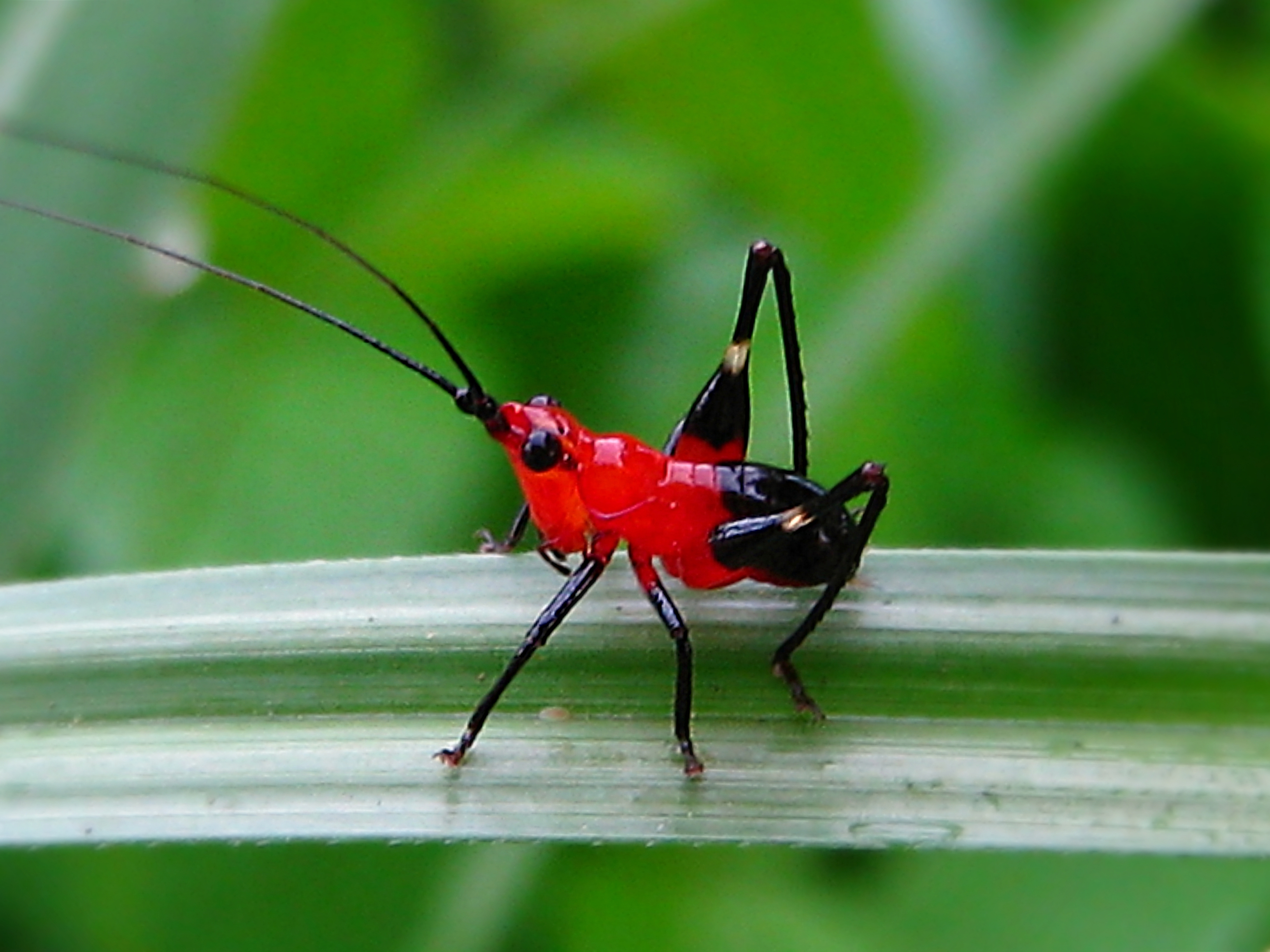
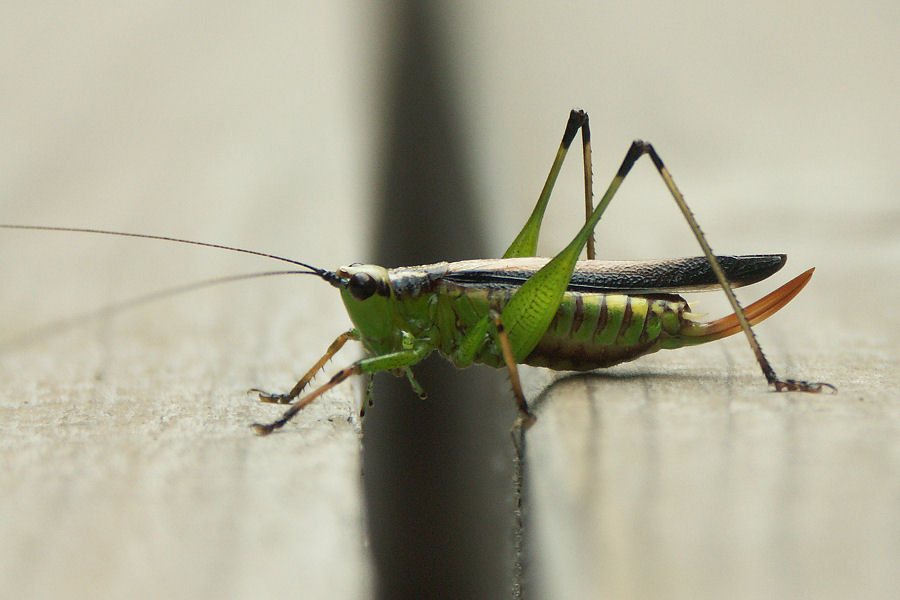
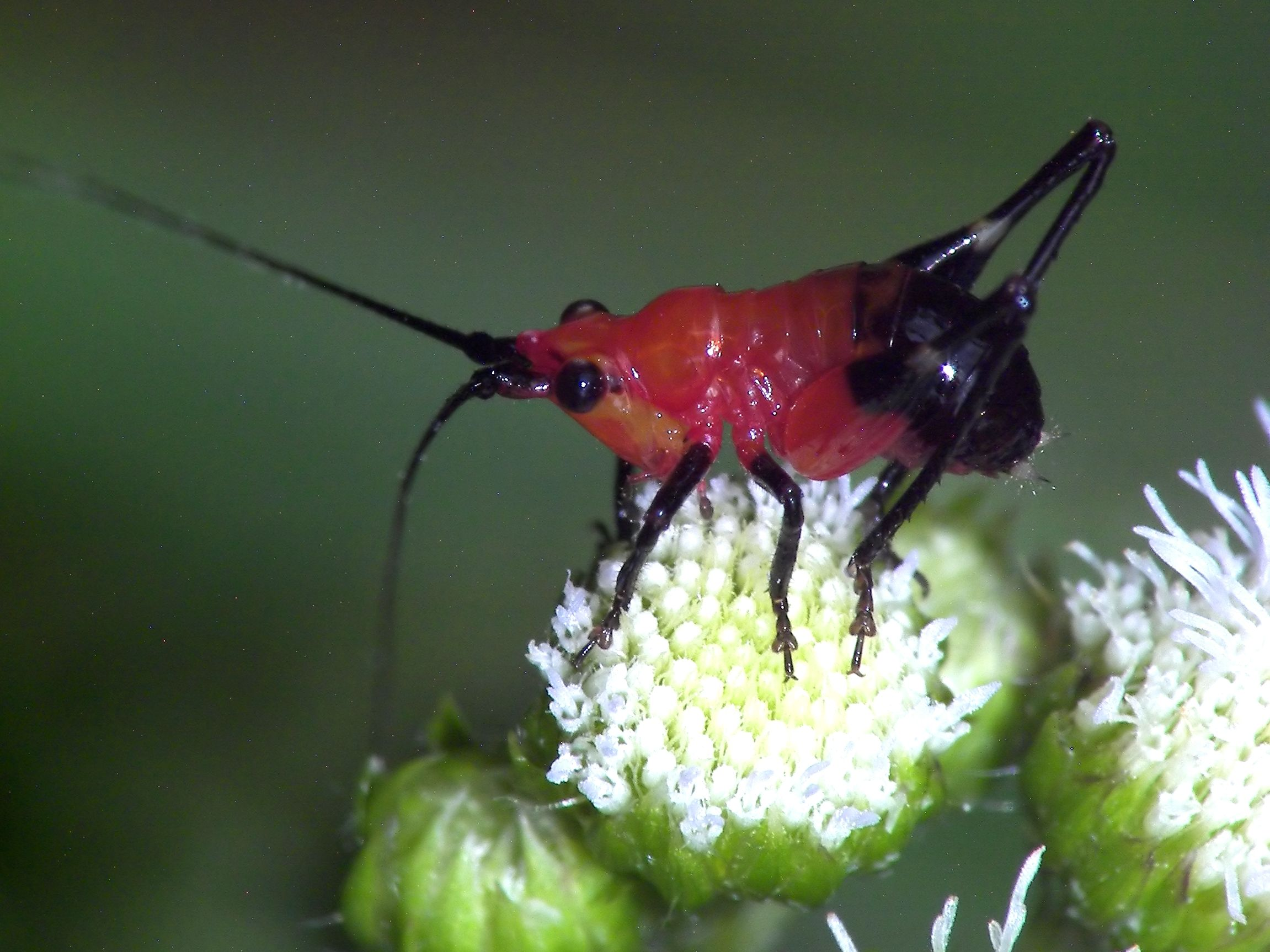
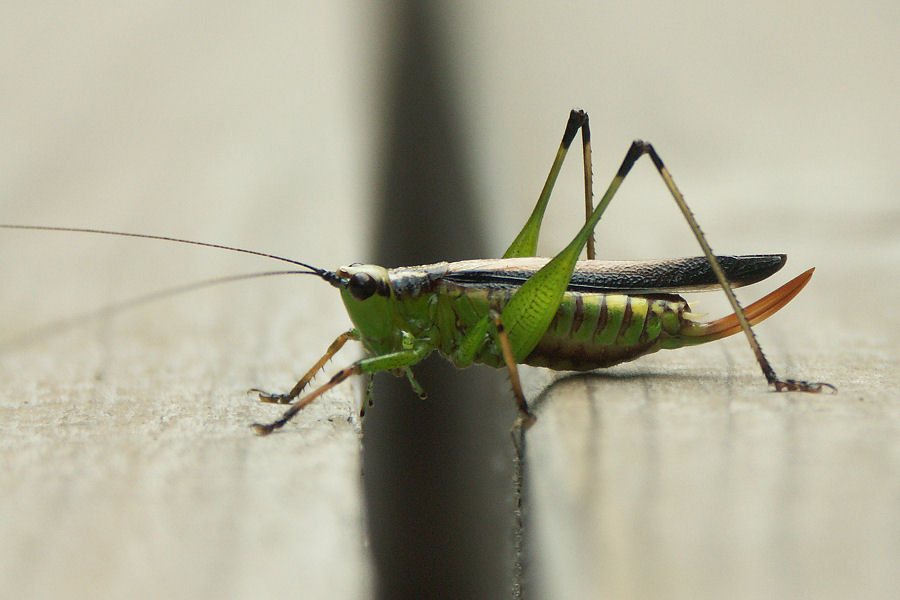
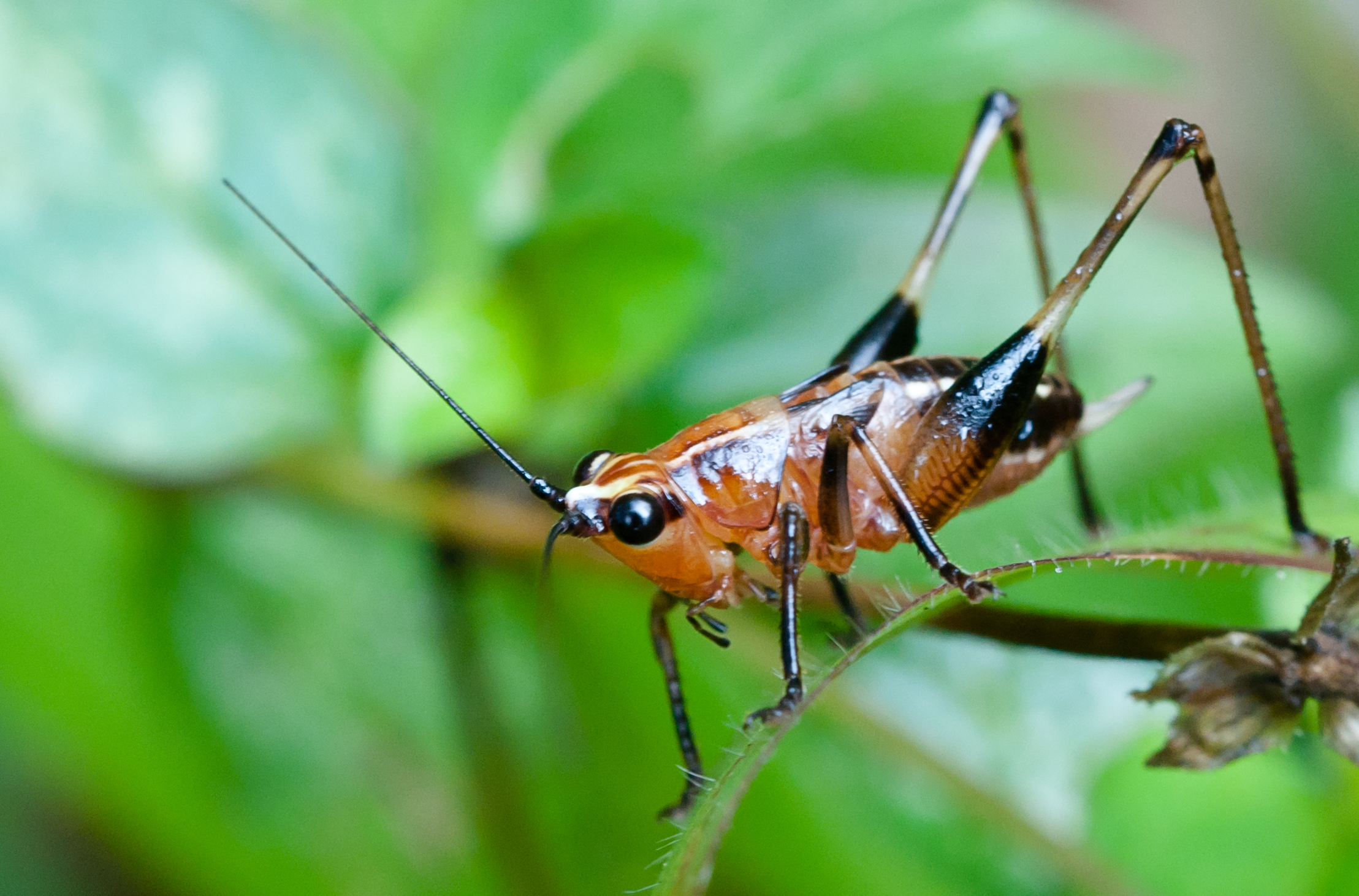
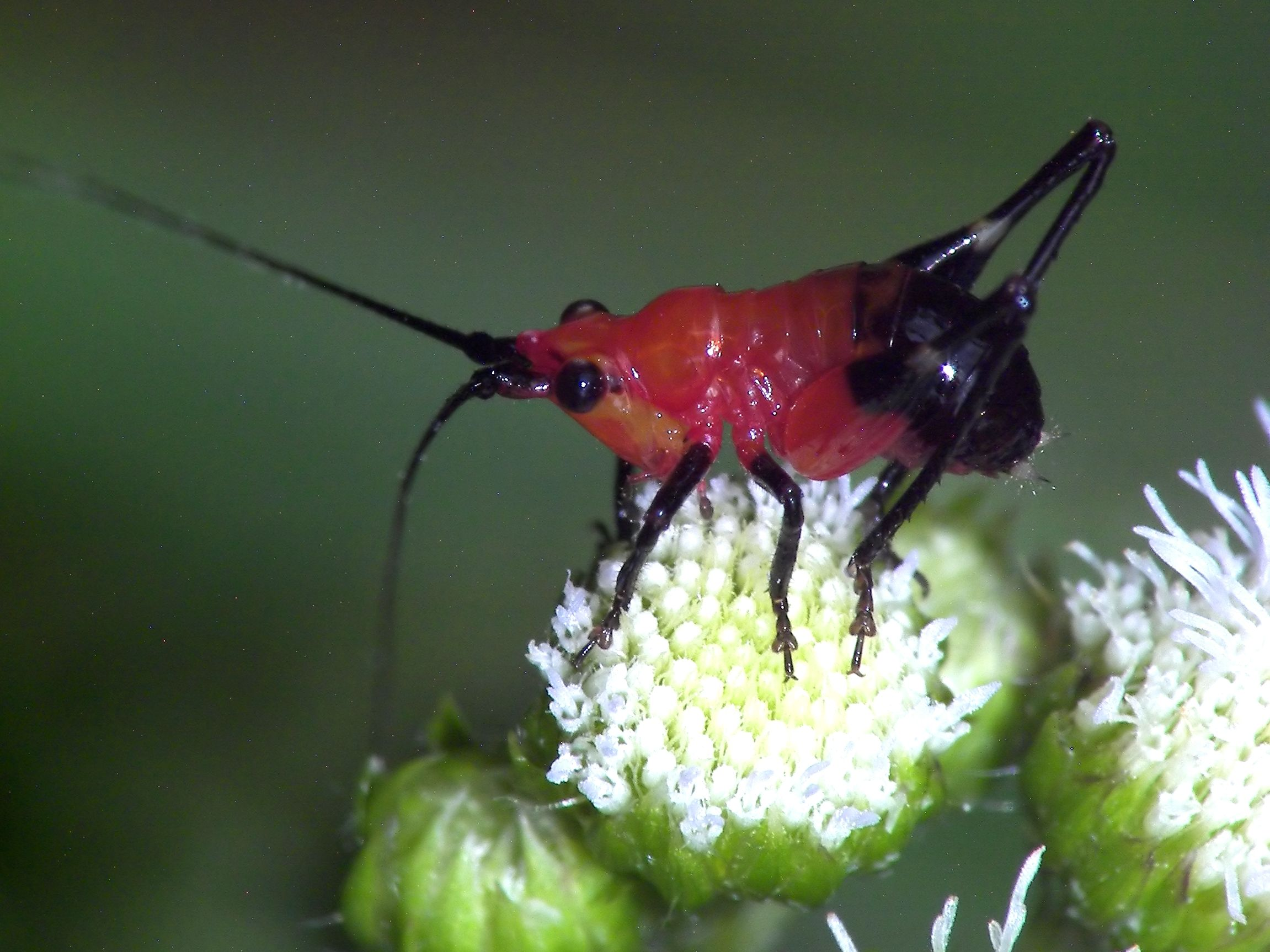